# Maurice Germot

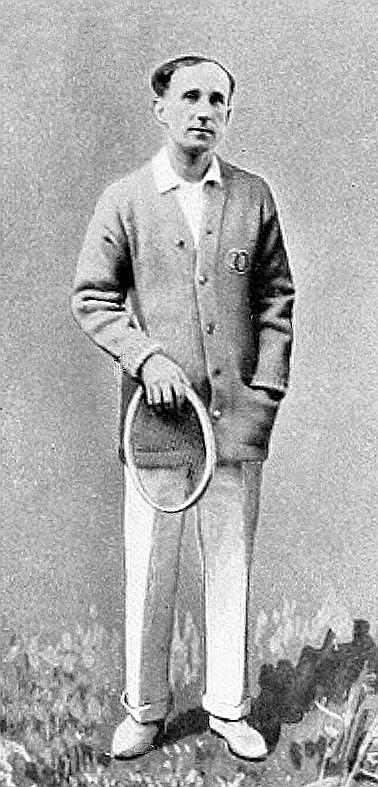
Maurice Germot

Maurice Germot (Vichy, Francia, 17 de noviembre de 1882-Vichy, Francia, 6 de agosto de 1958) fue un tenista francés.
Junto a Max Decugis ganó entre 1906 y 1920 todas las ediciones de la categoría de dobles de los Campeonatos Franceses, lo que hoy es el Torneo de Roland Garros, serie que sólo se vio interrumpida por la Primera Guerra Mundial. En la categoría individual ganó en las ediciones de 1905, 1906 y 1910. En los Juegos Olímpicos de 1906 de Atenas ganó el oro en la categoría de dobles masculinos, igualmente junto a Max Decugis, así como plata en la categoría individual. En los Juegos Olímpicos de 1912 ganó el oro en dobles junto a André Gobert.